# Безмоторен самолет
Безмоторният самолет е вид планер (на френски: planeur) – самолет, чиято конструкция се характеризира с много високо аеродинамично качество, ниска маса и е без силова установка (двигател).
За излитането му се използва друг самолет, като двете машини са закачени с теглително въже една към друга и това въже се освобождава при достигане на необходимата скорост и височина. Също може да бъде теглен от кола или лебедка на земята, докато се издигне.
След откачане на въжето безмоторникът лети, използвайки набраната скорост и своята аеродинамичност, която за сметка на снижаването при свободен полет обезпечава както скоростта му, така и създаваната при движението необходима подемна сила. Опитните пилоти летят използвайки термични възходящи потоци, като има рекорди с изминати над 1000 км.
Състои се от следните части: фюзелаж, гондола, крила, кил и шаси.